# Rolf Wernicke
Pour les articles homonymes, voir Wernicke.
Rolf Waldemar Wernicke (né le 15 août 1903 à Mulhouse, mort le 8 janvier 1953 à Constance) est un journaliste sportif allemand.

## Biographie
Après le gymnasium, Wernicke devient journaliste. En 1933, il participe avec succès au concours de la Reichs-Rundfunk-Gesellschaft et est par la suite repris en tant que journaliste à la radio. Il acquiert une grande popularité auprès des auditeurs de la radio en commentant les matchs de hockey sur glace aux Jeux olympiques de 1936 à Garmisch-Partenkirchen. Il rend compte aussi sous la direction de Bernhard Ernst, avec Paul Laven et Roderich Dietze, entre autres, de la cérémonie d'ouverture des Jeux et des compétitions d'athlétisme, ainsi la finale du 100m hommes avec Jesse Owens. Même les dirigeants du Troisième Reich découvrent alors Rolf Wernicke qui rend compte de tous les événements importants (fêtes du parti, visites d'État, etc.) de la dictature nazie. En outre, il dirige plus tard le département des sports de la Großdeutscher Rundfunk et est le principal porte-parole du domaine du sport de Die Deutsche Wochenschau. De temps en temps, il est également correspondant de guerre au front.
Après la fin de la Seconde Guerre mondiale, il est en 1946 un temps directeur de théâtre à Tuttlingen. En dépit de sa position de premier plan dans les médias du Troisième Reich, il est en 1947 pigiste pour la Südwestfunk. Il est journaliste à la radio des Jeux olympiques d'hiver de 1948 à Saint-Moritz et des Jeux olympiques d'été de 1948 à Londres. Aux Jeux olympiques d'hiver de 1952 à Oslo, il est spécialiste du hockey sur glace et du bobsleigh, en plus des jeunes reporters Gerd Mehl, Harry Valérien et Udo Hartwig, et journaliste aux Jeux olympiques d'été de 1952 à Helsinki ; en dépit du fait qu'il est dans la critique contemporaine en 1950 en raison de son choix de mots parfois martial et de la reprise dans le style des reportages de l'époque nazie lors d'un match de boxe à Mannheim entre Hein ten Hoff et Jersey Joe Walcott.
En 1952, le Hessischer Rundfunk nomme Rolf Wernicke à la tête du département principal des actualités.
Rolf Wernicke participe à plusieurs productions cinématographiques dans lesquelles il joue le rôle de reporter, de commentateur ou de narrateur : notamment le documentaire Les Dieux du stade de Leni Riefenstahl en 1938 et le film de propagande Im Kampf gegen den Weltfeind de Karl Ritter.
Il est présent dans des deux pièces de théâtre radiophonique comme Schritt ins Weltall - Utopie und Wirklichkeit d'Ernst von Khuon.
Rolf Wernicke meurt des suites d'un accident vasculaire cérébral à l'âge de 49 ans à Constance, le 8 janvier 1953.

## Filmographie
- 1937 : Weltraumschiff I startet
- 1938 : Les Dieux du stade (documentaire)
- 1938 : Anna Favetti
- 1938 : Fille d'Ève
- 1939 : Im Kampf gegen den Weltfeind (documentaire)
- 1939 : Mann für Mann (de)
- 1942 : Das große Spiel (de)